# Жапаратинга
Жапаратинга (порт. Japaratinga) — муниципалитет в Бразилии, входит в штат Алагоас. Составная часть мезорегиона Восток штата Алагоас. Входит в экономико-статистический микрорегион Литорал-Норти-Алагоану. Население составляет 6753 человека на 2004 год. Занимает площадь 85,9 км². Плотность населения — 79,44 чел./км².

## История
Город основан 23 сентября 1960 года.

## География
Климат местности: тропический жаркий гумидный.